# La Fausse Suivante
Pour les articles homonymes, voir La Fausse Suivante (film).
La Fausse Suivante, ou le Fourbe puni est le titre d’une pièce de théâtre de Marivaux écrite en 1724 et représentée, pour la première fois, par les Comédiens italiens ordinaires du Roi le samedi 8 juillet 1724 au théâtre de l’Hôtel de Bourgogne.
Séduction, argent, pouvoir, travestissement sont les thèmes principaux de cette pièce où le principal personnage masculin s’avère être un libertin calculateur qui entretient par intérêt financier une riche comtesse dans l’illusion d’un mariage à venir et où l’héroïne, travestie en chevalier, punit l’un par la duperie et inflige une leçon exemplaire à l’autre pour sa frivolité.

## Personnages
- La Comtesse, riche et séduisante.
- Lélio, prétendant calculateur
- Le Chevalier (une jeune Parisienne fortunée qui se fait passer pour la servante d’une Parisienne fortunée et qui se travestit également en Chevalier).
- Trivelin, valet du Chevalier.
- Arlequin, valet de Lélio.
- Frontin, autre valet du Chevalier.
- Valets, danseuses, musiciens...

## L’intrigue
Pour mettre à l’épreuve Lélio qu’elle doit épouser alors qu’ils ne se sont jamais vus, une jeune femme - la demoiselle de Paris - se présente à lui déguisée en chevalier. Lélio, dupé par le travestissement, se prend d’amitié pour ce chevalier et lui parle d'une nouvelle conquête, une comtesse envers laquelle il s’est engagé. Très pragmatique, Lélio choisirait volontiers le parti le plus riche - la demoiselle de Paris - mais rompre son engagement envers la comtesse impliquerait la perte de sommes considérables.
Pour tenter de briser cet engagement sans devoir en payer le dédit, Lélio demande au chevalier de séduire la comtesse. Le chevalier accepte.
Le plan fonctionne d’abord à merveille. La comtesse s'éprend du chevalier et se détourne de Lélio, mais les serviteurs ont compris que le prétendu chevalier est une femme et ne gardent pas longtemps cette information pour eux.
La demoiselle de Paris est contrainte de dévoiler son sexe mais se fait passer pour sa propre suivante - la  fausse suivante. Elle trouve un prétexte pour se faire remettre l'acte de dédit qui engage Lélio et le déchire devant la comtesse et Lélio, dépités d'apprendre qu’ils ont été trompés tous les deux. Elle révèle enfin sa véritable identité et justifie ses actes en affirmant son indépendance.

## Quelques mises en scène

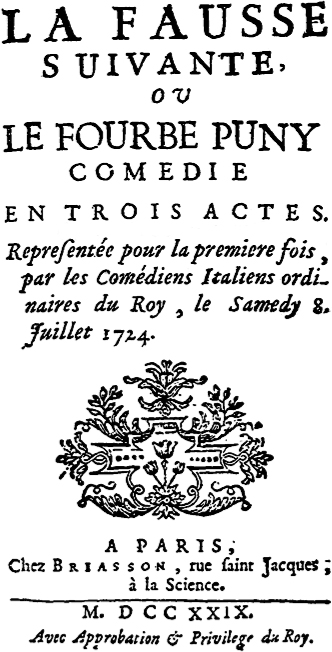
Page de titre de l'édition princeps, Paris, 1729.

- 1724 : première représentation par les Comédiens italiens ordinaires du Roi
- 11-18 & 23 mars 1957 au Château de Gournay : Jean Meyer (Trivelin), Jean-Paul Roussillon (Arlequin), Georges Descrières (Lélio), Jean-Claude Arnaud (Frontin), Yvonne Gaudeau (La Comtesse), Annie Girardot (le chevalier).
- 7 mars 1964 au Théâtre national populaire (direction Georges Wilson) au Palais de Chaillot, mise en scène de Roger Mollien, décor & costumes de Jacques Le Marquet, musique de Maurice Jarre avec Georges Wilson (Trivelin), Jean Mondain (Frontin), Geneviève Page (Le Chevalier), Roger Mollien (Lélio), Angelo Bardi (Arlequin), Danielle Volle (La Comtesse)
- 1971 : Festival de Spolète : mise en scène de Patrice Chéreau, réintitulé La Finta serva avec Francesca Benedetti (La comtesse)
- 1985 : mise en scène de Patrice Chéreau, avec Pierre Vial (Frontin), Michel Piccoli (Trivelin), Laurence Bourdil (Le Chevalier), Bernard Ballet (Arlequin), Didier Sandre (Lélio), Jane Birkin (La comtesse)
- 27 avril 1991 : Comédie-Française (administrateur général Jacques Lassalle), mise en scène de Jacques Lassalle, décor et costumes de Rudy Sabounghi, musique originale de Jean-Charles Capon avec Geneviève Casile (La comtesse), Alain Pralon (Trivelin), Gérard Giroudon (Arlequin), Richard Fontana (Lélio), Muriel Mayette (Le Chevalier), Jean-François Rémi (Frontin)
- 2 novembre 1999, Théâtre Vidy-Lausanne, mise en scène Yves Beaunesne, décor Yves Beaunesne & Damien Caille, costumes Cidalia da Costa, avec Valérie Blanchon (la comtesse), Aline Le Berre (le Chevalier), Antoine Basler (Lélio), Éric Caravaca
- 2005 : mise en scène Élisabeth Chailloux, avec Valérie Crunchant (la comtesse), Charlie Windeshmidt (Lélio), Nathalie Royer (le Chevalier), Bernard Gabay, David Gouhier, Adel Hakim
- 2010 : mise en scène Lambert Wilson, Théâtre des Bouffes du Nord, avec Anne Brochet (le chevalier), Christine Brücher (La comtesse), Éric Guérin (Arlequin), Fabrice Michel (Lélio), Francis Leplay (Trivelin), Pierre Laplace (Frontin), Ann Queensberry (la mère de la comtesse), chanson originale et direction vocale Pierre-Michel Sivadier.
- 2011 : mise en scène de Nadia Vonderheyden avec Mohand Azzoug, Catherine Baugué, Julien Flament, Lamya Regragui, Arnaud Troalic, Nadia Vonderheyden. Production : Espace Malraux, scène nationale de Chambéry et de la Savoie. Tournée 2014 : Théâtre Nanterre-Amandiers.
- 2013 : mise en scène de Agnès Renaud avec Fabrice Cals, Xavier Kuentz, Xavier Czapla, Virginie Deville, Stephane Szestak et Sophie Torresi au Théâtre du Lucernaire.

## Adaptations au cinéma et à la télévision
- 1966 : La Fausse Suivante ou le Fourbe puni, téléfilm de Jean-Paul Sassy, avec Edmond Tamiz (Trivelin)
- 2000 : La Fausse Suivante, film réalisé par Benoît Jacquot, avec Isabelle Huppert (la Comtesse), Mathieu Amalric (Lélio), Sandrine Kiberlain (le Chevalier), Pierre Arditi (Trivelin)